# Leucothyreus liberatus
Leucothyreus liberatus är en skalbaggsart som beskrevs av Ohaus 1918. Leucothyreus liberatus ingår i släktet Leucothyreus och familjen Rutelidae. Inga underarter finns listade i Catalogue of Life.